# Unterburg (Magdeburg)

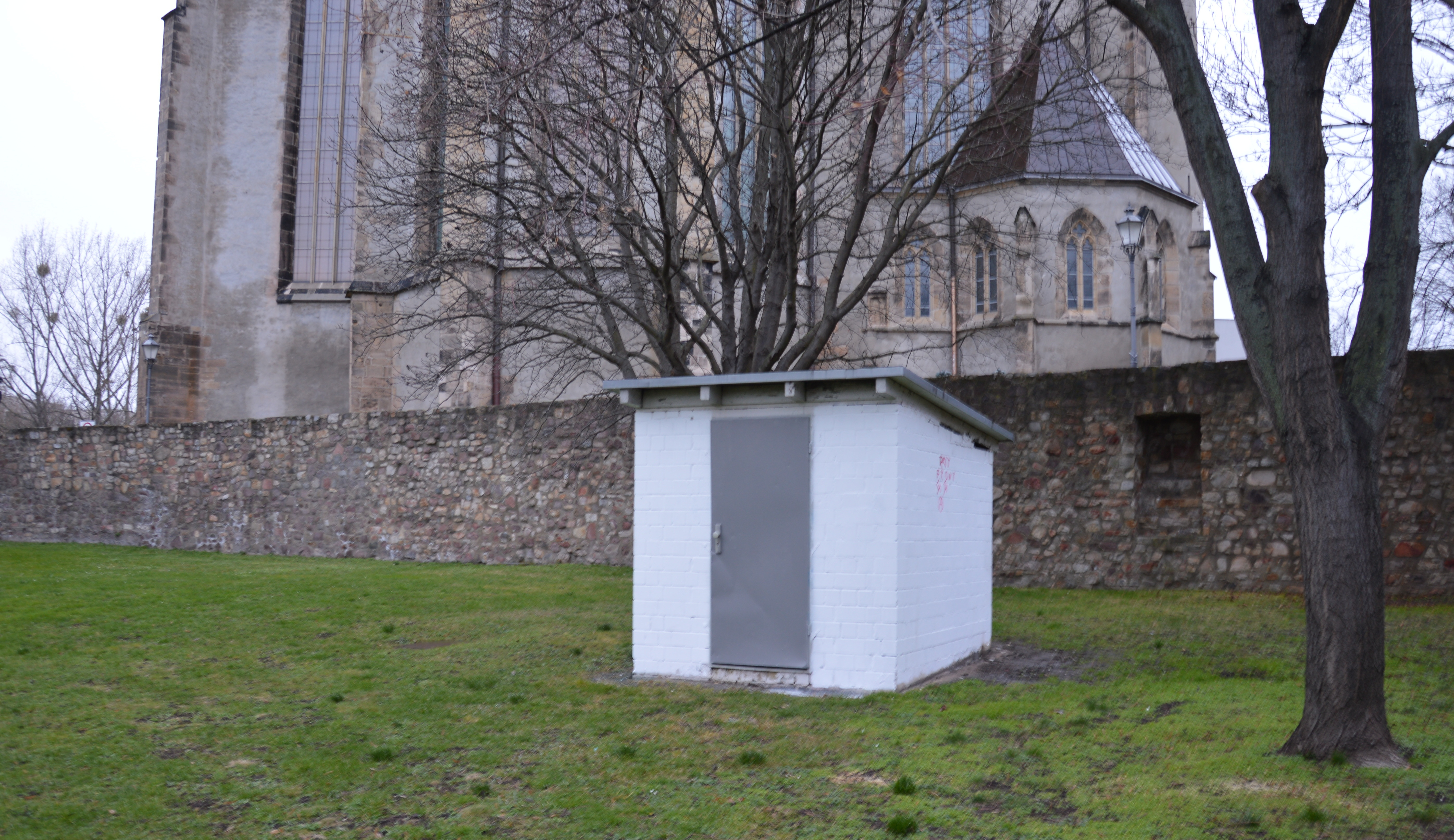
Zugang zur Unterburg, 2016

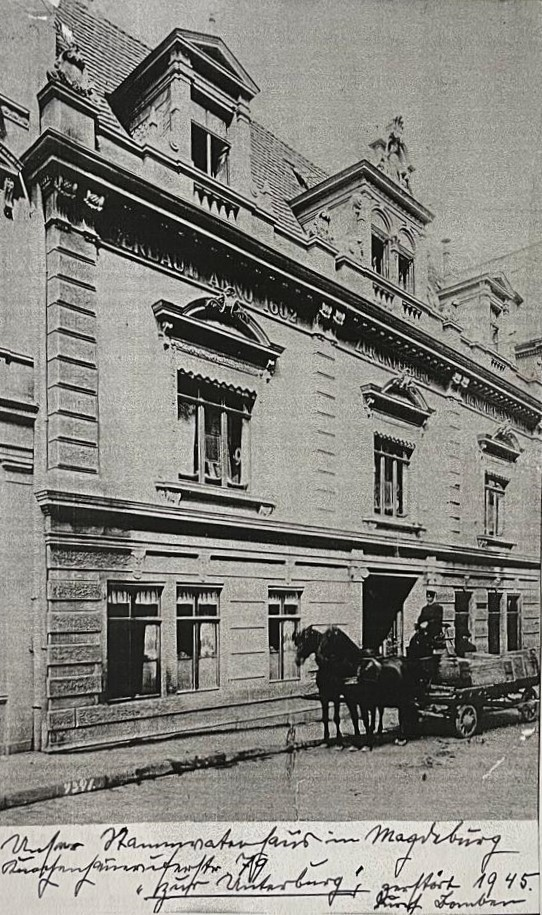
Zur Unterburg

Die Unterburg ist ein denkmalgeschütztes Kellergewölbe in Magdeburg in Sachsen-Anhalt.

## Lage

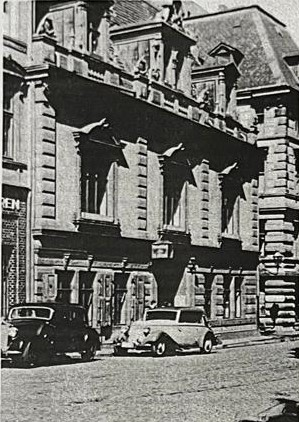
Knochenhauerufer 79

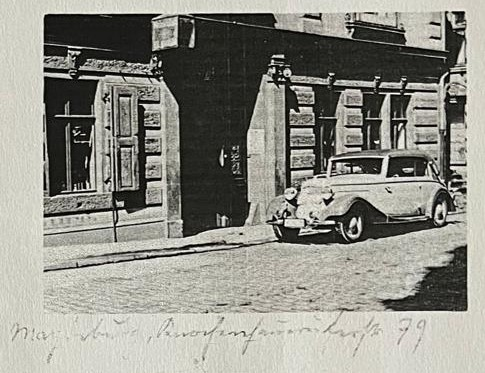
Eingang zur Unterburg

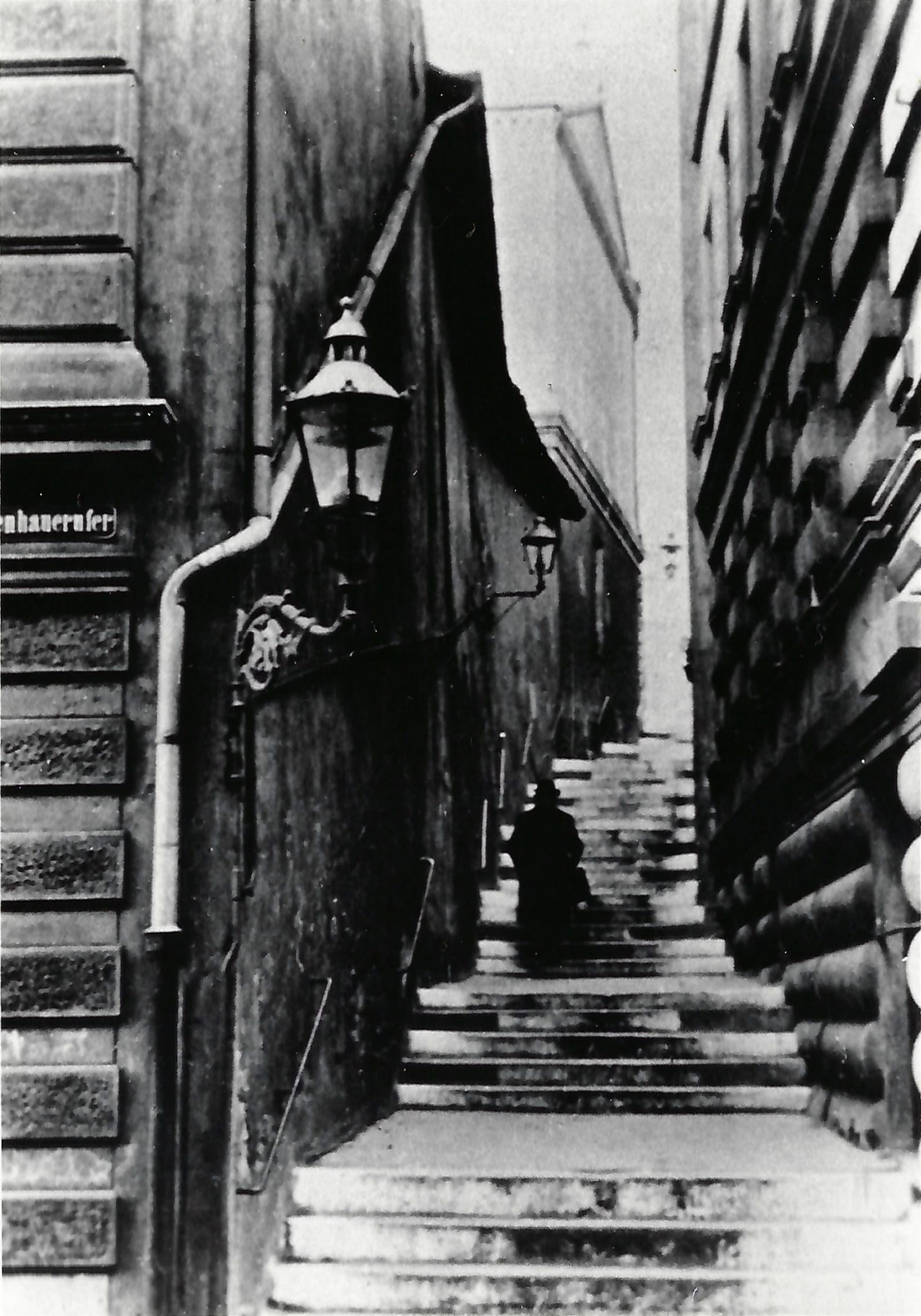
Ecke Knochenhauerufer/Tannenberg, vor 1945

Es befindet sich in der Magdeburger Altstadt östlich der Sankt-Johannis-Kirche, unterhalb ihres Chors, jedoch quer zu ihr. Etwas weiter östlich verläuft das Knochenhauerufer. Ursprünglich gehörte die Unterburg zum Grundstück Knochenhauerufer 79, dem Haus Zur Unterburg. Derzeit wird es zur südlich verlaufenden Johannisbergstraße gezählt. Nördlich verläuft der derzeit unbenannte, ursprünglich als Tannenberg benannte Stieg. Das Grundstück befand sich so in einer Ecklage zum östlich verlaufendem Knochenhauerufer und dem nördlich einmündenden Tannenberg.

## Anlage und Geschichte
Der auf das Mittelalter zurückgehende, vermutlich bereits im 12. Jahrhundert entstandene zweischiffige Gewölbekeller ist 24 Meter lang und wird von einem Tonnengewölbe überspannt. Beide Schiffe sind mittels auf massigen Pfeilern ruhenden Rundbögen miteinander verbunden. Der Fußboden besteht aus Ziegelsteinen, darunter befindet sich aus dem 17. Jahrhundert stammender Bauschutt.
Das Brauhaus Zur Unterburg gehörte 1631 Pascha Thomas, wurde jedoch in diesem Jahr bei der Zerstörung Magdeburgs zumindest stark beschädigt. 1637 wurde das Haus wieder aufgebaut. Noch 1673 war Pascha Thomas Eigentümer. Zum Grundstück gehörte auch das westlich angrenzende Haus Johanniskirchhof 1a. In den Jahren 1680 und 1716 war der Brauer Johann Adam Thomas Eigentümer, 1718 dann seine Witwe.
Zumindest in den 1870er Jahren befand sich im Haus die Weinhandlung Jordan. In dieser Zeit waren die Mauern des als schlicht beschriebenen Hauses auf Nord- und Ostseite aus großen Bruchsteinen gebaut. An der Nordostecke befand sich am Dachgesims eingehauen als Inschrift ERBAUT ANNO 1602 – ZUR UNTERBURG. Es wurde vermutet, dass die sich sehr gleichmäßig präsentierenden Außenwände auf Nord- und Ostseite tatsächlich auf das Jahr 1602 zurückgingen, wobei die Ostwand in den 1870er Jahren in großen Teilen in Fachwerkbauweise erstellt war. Auch auf der Südseite bestand eine Wand aus großen Bruchsteinen, sie wurde jedoch kurz vor 1873 bei Umbauten verändert. Beim Abbruch der Südwand fand man Kugeln, die man Feldschlangen des 16. bzw. 17. Jahrhunderts zuordnete. Diese müssten spätestens während der Belagerung der bereits weitgehend zerstörten Stadt im Jahr 1636 in die Mauer gelangt sein. Im Haus verlief von Nord nach Süd eine starke Mauer, von der angenommen wurde, dass es sich um die ursprüngliche westliche Außenmauer des Hauses handelte. Das Haus wäre danach deutlich nach Westen erweitert worden und hätte ursprünglich nur Platz für eine Zimmerreihe samt Flur und Treppe gehabt. Das obere Geschoss des Hauses war in den 1870er Jahren noch Teil des Dachbodens. Ursprünglich wurde vermutlich auch das mittlere Geschoss nicht als Wohnraum, sondern als Lager oder ähnliches genutzt. Es wies eine geringe Höhe auf und hatte zunächst nur sehr kleine Fenster, die erst im 19. Jahrhundert erweitert worden waren.
Das Gebäude wurde im Zweiten Weltkrieg zerstört. Heute ist das Grundstück Teil einer Parkanlage. Als Zugang zum Keller besteht eine Treppe, deren Eingang durch eine oberirdische Einhausung gesichert ist.
Im Jahr 2010 wurde der Keller im Zuge einer Arbeitsförderungsmaßnahme der GISE mbH von Schutt beräumt, gesichert und dokumentiert. Es gab Ideen, den Keller als Ausstellungsraum insbesondere für die Geschichte des im Zweiten Weltkrieg zerstörten, als Knattergebirge bezeichneten Viertels zugänglich zu machen. Derzeit (Stand 2023) ist die Unterburg jedoch weiterhin ungenutzt und für die Öffentlichkeit nicht zugänglich.
Im örtlichen Denkmalverzeichnis ist der Keller unter der Erfassungsnummer 094 76852 als Baudenkmal verzeichnet.
Der Keller gilt als Rest der mittelalterlichen Stadt Magdeburg, die 1631 zerstört worden war.